# Polyura hebe
Espèce
Polyura hebe est une espèce de lépidoptères (papillons) de la famille des Nymphalidae et de la sous-famille des Charaxinae. 

## Dénomination
Polyura hebe a été décrit par Arthur Gardiner Butler en 1866, sous le nom initial de Charaxes hebe.
Synonymes : Eulepis hebe ; Rothschild & Jordan, 1898. 

### Sous-espèces
- Polyura hebe hebe ; présent à Sumatra.
- Polyura hebe arnoldi (Rothschild, 1899)
- Polyura hebe baweanicus (Fruhstorfer, 1906)
- Polyura hebe chersonesus (Fruhstorfer, 1898) ; présent en Birmanie, en Malaisie et en Thaïlande.
- Polyura hebe clavata (van Eecke, 1918)
- Polyura hebe fallacides (Fruhstorfer, 1895)
- Polyura hebe fallax (Röber, 1894) ; présent à Java
- Polyura hebe ganymedes (Staudinger, 1886) ; présent à Bornéo.
- Polyura hebe kangeanus (Fruhstorfer, 1903)
- Polyura hebe lombokianus (Fruhstorfer, 1898)
- Polyura hebe nikias (Fruhstorfer, 1914) ; présent à Bali.
- Polyura hebe plautus (Fruhstorfer, 1898) ; présent à Singapour.
- Polyura hebe quaesita (Corbet, 1942)
- Polyura hebe takizawai Hanafusa, 1987[1].

### Nom vernaculaire
Polyura hebe se nomme Plain Nawab en anglais.

## Description
Polyura hebe est un papillon d'une envergure d'environ 65 mm, aux ailes antérieures à bord externe concave et aux ailes postérieures avec deux queues. 
Le dessus est blanc verdâtre très largement marqué de marron aux ailes antérieures le long du bord costal de sa moitié au bord interne près de l'angle interne laissant une plage blanc verdâtre adossée au bord interne. Les ailes postérieures sont uniquement ornées d'un décor submarginal
Le revers est marron avec la même plage blanc verdâtre aux ailes antérieures et un triangle blanc partant du bord costal aux ailes postérieures.

### Chenille
La chenille est verte avec une tête marron à quatre longues cornes marron,.

## Biologie

### Plantes hôtes
Les plantes hôtes de sa chenille sont Adenanthera pavonina, Falcataria moluccana et Parkia speciosa,.

## Écologie et distribution
Polyura hebe est présent en Birmanie, en Malaisie, en Thaïlande, à Singapour, à Java, à Sumatra, à Bali et à Bornéo,.

### Protection
Pas de statut de protection particulier.